# Sempre più veloci
Sempre più veloci - Perché i fisici accelerano le particelle: la vera storia del bosone di Higgs è un saggio divulgativo del fisico (già direttore di esperimenti internazionali sulle particelle al CERN) Ugo Amaldi pubblicato da Zanichelli nel 2012 (cioè, in occasione della scoperta del bosone di Higgs). Il libro è frutto della collaborazione con la dottoressa Adele La Rana, con la quale Amaldi ha già lavorato alla stesura dei suoi testi scolastici.

## Descrizione
Nel libro si racconta, principalmente, la storia de gli acceleratori di particelle e gli scienziati che li hanno immaginati, progettati e realizzati e se ne forniscono le nozioni teoriche per la comprensione. G. Tosi, recensendolo per la Società italiana di fisica, scrive che quasi si può considerare un aggiornamento del notissimo saggio di Victor Weisskopf del 1991, Le gioie della scoperta. Un gran numero di schemi e di grafici contribuiscono a rendere comprensibili concetti particolarmente complessi. La fisica fondamentale non ha però fatto dimenticare ad Amaldi di dedicare un intero capitolo, “Gli acceleratori che curano”, alle ricadute della ricerca in campo medico, in particolare negli ambiti della diagnostica per immagini (basti ricordare la tomografia computerizzata, TC, e la tomografia a emissione di positroni, PET) e della radioterapia oncologica (Amaldi è infatti professore di Fisica medica).
Gli è stato conferito il secondo posto al Premio Nazionale di Divulgazione Scientifica.